# Петерс, Стеф
Стеф Петерс (нидерл. Stef Peeters; род. 9 февраля 1992, Бре, Фламандский регион) — бельгийский футболист, полузащитник клуба «Эйпен».

## Клубная карьера
Начинал свою профессиональную карьеру в футбольном клубе «Генк». В Лиге Жюпиле дебютировал за основной состав 19 ноября 2011 года в матче с «Вестерло». Петерс начал встречу на скамейке запасных и на 83-й минуте вышел на поле, заменив Даниэля Тёжера. Всего в сезоне на счету полузащитника набралось 5 матчей, в которых он получил одну жёлтую карточку. В следующем сезоне Стеф только два раза попал в заявку команды на матч.
Для получения игровой практики в январе 2013 года на правах полуторагодичной аренды перешёл в роттердамскую «Спарту», выступающую первом дивизионе. Первой игрой в Нидерландах для него стала встреча с «Ден Босхом» 25 февраля. Петерс провёл на поле все 90 минут, а его команда уступила сопернику со счётом 1:5. В общей сложности провёл 11 матчей, а «Спарта» заняла третье место в турнирной таблице. В следующем сезоне бельгиец продолжил систематически попадать в состав. 3 февраля 2014 года забил свой первый мяч в карьере. На 22-й минуте встречи с «Йонг ПСВ» он хорошо исполнил штрафной удар, отправив мяч точно в дальнюю девятку ворот соперника.
Следующий сезон он провёл также на правах аренды в команде первого дивизиона — «МВВ Маастрихт». Здесь Петерсу тренер полностью доверял, в связи с чем полузащитник стал регулярно попадать в состав. Первую игру провёл 8 августа 2014 года против «Алмере Сити», которая завершилась разгромным поражением МВВ со счётом 0:5. А 25 августа забил дебютный гол в новой команде, реализовав одиннадцатиметровый удар на 31-й минуте гостевой встречи со второй командой «Твенте». За 33 игры в чемпионате Стеф забил семь мячей. Руководство было довольно игрой бельгийца, и по окончании аренды, а заодно и контракта с «Генком» с ним был заключен полноценный контракт. Следующий сезон получился также удачным для Петерса. Он принял участие в 35 матчах, в которых сумел отличиться 10 раз.
В мае 2016 года вернулся в Бельгию, в качестве свободного агента подписав контракт с «Сент-Трюйденом». Но в команде задержался всего на один сезон, отыграв 37 матчей и забив 5 мячей. Летом 2017 года Петерс перебрался во французскую Лигу 1, заключив с «Каном» трёхлетнее соглашение. Дебютировал в чемпионате за клуб 5 августа в игре первого тура с «Монпелье». Петерс на 70-й минуте вышел на поле, заменив конголезца Дюреля Овуну. За два сезона в «Кане» 27 матчей, причём на второй год он играл нерегулярно.
В связи с этим в середине следующего сезона был отдан в аренду в «Зюлте-Варегем», рассчитанную на полгода и подразумевающую право выкупа. Дебютировал в новой команде 19 января 2019 года в игре с «Антверпеном». По итогам сезона бельгийский клуб не стал выкупать Петерса.
15 июля 2019 года перешёл в «Серкль Брюгге», подписав контракт на 4 года, с возможностью продления ещё на один. Дебютировал за чёрно-зелёных 27 июля в матче первого тура нового чемпионата с льежским «Стандардом».

## Статистика выступлений

### Клубная статистика
| Выступление      | Выступление      | Выступление      | Лига | Лига | Кубки | Кубки | Конт.кубки | Конт.кубки | Итого | Итого |
| Клуб             | Лига             | Сезон            | Игры | Голы | Игры  | Голы  | Игры       | Голы       | Игры  | Голы  |
| ---------------- | ---------------- | ---------------- | ---- | ---- | ----- | ----- | ---------- | ---------- | ----- | ----- |
| Генк             | Лига Жюпиле      | 2011/12          | 5    | 0    | 0     | 0     | 0          | 0          | 5     | 0     |
| Генк             | Итого            | Итого            | 5    | 0    | 0     | 0     | 0          | 0          | 5     | 0     |
| Спарта           | Эрстедивизи      | 2012/13          | 11   | 0    | 0     | 0     | 0          | 0          | 11    | 0     |
| Спарта           | Эрстедивизи      | 2013/14          | 16   | 2    | 1     | 0     | 0          | 0          | 17    | 2     |
| Спарта           | Итого            | Итого            | 27   | 2    | 1     | 0     | 0          | 0          | 28    | 2     |
| МВВ Маастрихт    | Эрстедивизи      | 2014/15          | 33   | 7    | 1     | 0     | 0          | 0          | 34    | 7     |
| МВВ Маастрихт    | Эрстедивизи      | 2015/16          | 35   | 10   | 1     | 0     | 0          | 0          | 36    | 10    |
| МВВ Маастрихт    | Итого            | Итого            | 68   | 17   | 2     | 0     | 0          | 0          | 70    | 17    |
| Сент-Трюйден     | Лига Жюпиле      | 2016/17          | 37   | 5    | 2     | 0     | 0          | 0          | 39    | 5     |
| Сент-Трюйден     | Итого            | Итого            | 37   | 5    | 2     | 0     | 0          | 0          | 39    | 5     |
| Кан              | Лига 1           | 2017/18          | 20   | 0    | 5     | 0     | 0          | 0          | 25    | 0     |
| Кан              | Лига 1           | 2018/19          | 7    | 0    | 0     | 0     | 0          | 0          | 7     | 0     |
| Кан              | Итого            | Итого            | 27   | 0    | 5     | 0     | 0          | 0          | 32    | 0     |
| Зюлте-Варегем    | Лига Жюпиле      | 2018/19          | 14   | 1    | 0     | 0     | 0          | 0          | 14    | 1     |
| Зюлте-Варегем    | Итого            | Итого            | 14   | 1    | 0     | 0     | 0          | 0          | 14    | 1     |
| Серкль Брюгге    | Лига Жюпиле      | 2019/20          | 24   | 6    | 1     | 0     | 0          | 0          | 25    | 6     |
| Серкль Брюгге    | Итого            | Итого            | 24   | 6    | 1     | 0     | 0          | 0          | 25    | 6     |
| Всего за карьеру | Всего за карьеру | Всего за карьеру | 202  | 31   | 11    | 0     | 0          | 0          | 213   | 31    |